# Randall Brenes
Randall Eduardo „Chiqui” Brenes Moya (ur. 13 sierpnia 1983 w Cartago) – kostarykański piłkarz występujący na pozycji napastnika.

## Kariera klubowa
Brenes zawodową karierę rozpoczął w 2003 roku w zespole CS Cartaginés z Primera División de Costa Rica. Spędził tam 2 lata. W połowie 2005 roku przeszedł do norweskiego FK Bodø/Glimt. W Tippeligaen zadebiutował 7 sierpnia 2005 roku w przegranym 0:2 pojedynku z Hamarkameratene. W tym samym roku spadł z zespołem do Adeccoligaen. W 2008 roku wrócił z nim jednak do Tippeligaen.
W połowie 2008 roku został wypożyczony do drugoligowego Kongsvinger IL. Po zakończeniu sezonu 2008 podpisał z nim kontrakt. Spędził tam jeszcze rok. W 2010 wrócił do CS Cartaginés.

## Kariera reprezentacyjna
W reprezentacji Kostaryki Brenes zadebiutował 9 lipca 2005 roku wygranym 3:1 meczu Złotego Pucharu CONCACAF z Kubą, w którym strzelił także 2 gole. Na tamtym turnieju wystąpił jeszcze w spotkaniach ze Stanami Zjednoczonymi (0:0) i Hondurasem (2:3), a Kostaryka zakończyła go na ćwierćfinale.
W 2011 roku Brenes został powołany do kadry na Złoty Puchar CONCACAF. Zagrał na nim w pojedynkach z Kubą (5:0) i Salwadorem (1:1) (1 gol). Z tamtego turnieju Kostaryka odpadła w ćwierćfinale.
W 2011 roku wziął również udział w Copa América. Na tamtym turnieju, zakończonym przez Kostarykę na fazie grupowej, wystąpił w spotkaniach z Kolumbią (0:1) i Argentyną (0:3).